# حشيشة

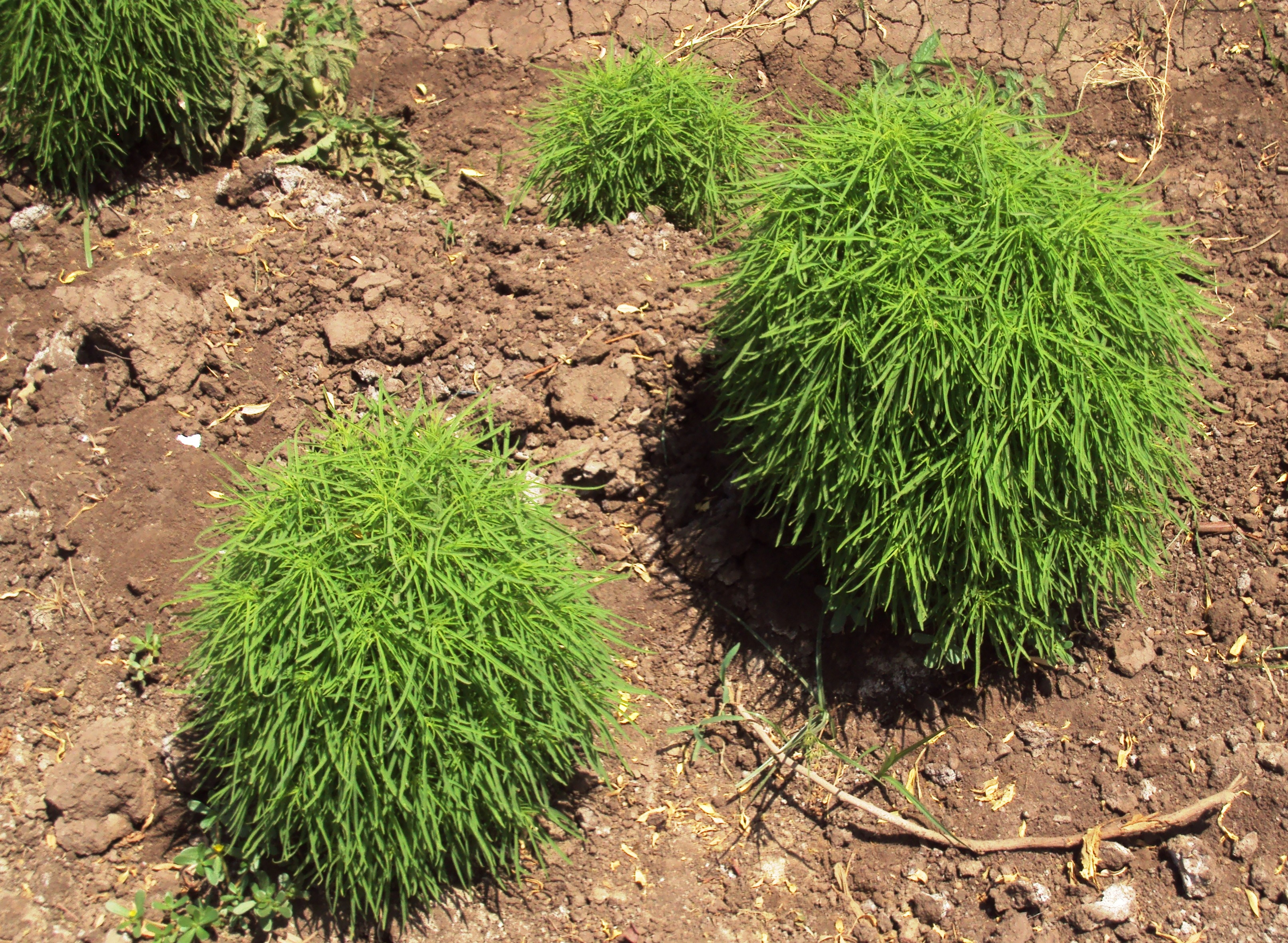
بعض أشكال الحشائش.

الحشيشة، وجمعها حشائش، هي أي نبات ينمو في مكان غير مناسب حتى لو كانت نبتة مفيدة (مثل نبات قمح في حقل الذرة)، ولهذا فهي تعد آفة.
تتميز الحشيشة عن العشبة بأن الأولى ضارة بينما تستخدم كلمة عشبة عادة للدلالة على نباتات برية مفيدة كالنباتات الطبية.
الحشائش هي أكثر ما نلاحظ في حياتنا اليومية من آفات، فنراها تنتشر داخل المزروعات وحولها، وعلى ضفاف الأنهار وحواف الترع والقنوات، والجوانب غير المعبدة للطرق وجوانب السكك الحديدية وأسفل جدران الأبنية وحول المصانع والمناطق المتروكة أو التي لم تصلها يد العمران.
ويستخدم مصلطح الحشيشة في بعض الدول للدلالة على القنب الهندي.